# Analecta Bollandiana
Analecta Bollandiana, parfois abrégée en AB, est une revue scientifique multilingue semestrielle de critique hagiographique. Elle est éditée et publiée depuis 1882 par la Société des Bollandistes de Bruxelles (Belgique).
Fondée en 1882 par le jésuite bollandiste Charles De Smedt la revue est conçue comme soutien scientifique de mise à jour des Acta Sanctorum et nouveau réceptacle pour les recherches avancées dans le domaine de l’hagiographie.
Chaque numéro, qui compte chacun plus de 200 pages (aujourd'hui 240 pages), contient des éditions critiques de textes hagiographiques grecs, latins, ou de traditions orientales (syriaque, copte, sahidique, arménien, géorgien...) et d’autres études fondamentales en hagiographie, y compris son histoire moderne. Les articles sont publiés dans cinq langues: allemande, anglaise, française, espagnole et italienne. Bibliographie hagiographique et recensions occupent une place importante dans les Analecta Bollandiana. Elle est considérée aujourd'hui comme la revue de référence dans le domaine de la littérature hagiographique.
À l’origine trimestrielle, la revue est aujourd’hui semestrielle. En 2020, la collection complète des Analecta Bollandiana compte 138 volumes. À l’occasion du centenaire de la revue un inventaire indexé des 100 premiers volumes (1882-1982) fut publié en 1983.